# Плоске (Гагарінський район)
Плоске (рос. Плоское) — присілок Гагарінського району Смоленської області Росії. Входить до складу Баскаковського сільського поселення.
Населення — 16 осіб (2007 рік). 